# Martín Zapata Viveros
Martín Zapata Viveros (Santander de Quillichao, 28 de outubro de 1970 - Cali, 22 de abril de 2006) foi um futebolista colombiano. Era considerado um líder em campo e possuía boa eficiência tática, segundo seu ex-treinador no Deportivo Cali, José Eugenio Hernández.

## Carreira
Em sua carreira, defendeu apenas três clubes: Once Caldas (1992-95), Deportivo Cali (1995-2001) e Atlético Nacional (2002-03), onde pendurou as chuteiras. Zapata tornou-se mais conhecido pelos brasileiros ao perder o pênalti que garantiu o título da Copa Libertadores da América de 1999 ao Palmeiras.

## Seleção
Pela Seleção Colombiana, disputou 5 jogos entre 1997 e 2000, sendo convocado para disputar os Jogos Panamericanos de 1995, a Copa América de 1997 e a Copa Ouro da CONCACAF 2000.

## Falecimento
Em abril de 2006, Zapata foi assassinado em Cali, ao tentar separar uma briga.